# Detective Conan: La bandera pirata en el vasto océano
Detective Conan: La bandera pirata en el vasto océano (紺碧の棺 Konpeki no Jorī Rojā?) es el título del undécimo largometraje de la serie de anime y manga Detective Conan estrenado en Japón el 21 de abril del 2007. La película recaudó 2.53 billones de yens